# فلاديمير بيتروفيتش ستيرجيو
فلاديمير بيتروفيتش ستيرجيو (باليونانية: Βλαντιμίρ Πέτροβιτς)‏ مواليد 27 يناير 1977 في بلغراد، جمهورية يوغوسلافيا الاشتراكية الاتحادية، هو لاعب كرة سلة يوناني. بدأ مسيرته الاحترافية في سنة 1994. يبلغ طوله 6 قدم 6.5 بوصة (2.0 م).

## المسيرة الاحترافية
لعب مع بارتيزان من سنة 1994 إلى 1997، ثم لعب مع أريس من سنة 1999 إلى 2001، ثم لعب مع قصرش في الدوري الإسباني في موسم 2002–2003، ثم لعب مع ألبا برلين في الدوري الألماني في موسم 2003–2004، ثم لعب مع بريوغان في الدوري الإسباني في موسم 2004–2005، ثم لعب مع منز سانا 1871 باسكت في سنة 2005، ثم لعب مع أريس في موسم 2005–2006.

## الإنجازات
- كأس يوغوسلافيا لكرة السلة: (1995)
- كأس ألمانيا لكرة السلة: (2003)

## روابط خارجية
- فلاديمير بيتروفيتش ستيرجيو على موقع الدوري الأوروبي لكرة السلة (الإنجليزية)
- فلاديمير بيتروفيتش ستيرجيو على موقع الدوري الإسباني لكرة السلة (الإسبانية)
- فلاديمير بيتروفيتش ستيرجيو على موقع كرة السلة الأوروبية.كوم (الإنجليزية)
- فلاديمير بيتروفيتش ستيرجيو على موقع ريلجم (الإنجليزية)
- فلاديمير بيتروفيتش ستيرجيو على موقع بروبوليرز (الإنجليزية)
- فلاديمير بيتروفيتش ستيرجيو على موقع سبورتس رفرنس (الإنجليزية)